# Caladenia tentaculata
Caladenia tentaculata là một loài thực vật có hoa trong họ Lan. Loài này được Schltdl. mô tả khoa học đầu tiên năm 1847.

## Hình ảnh

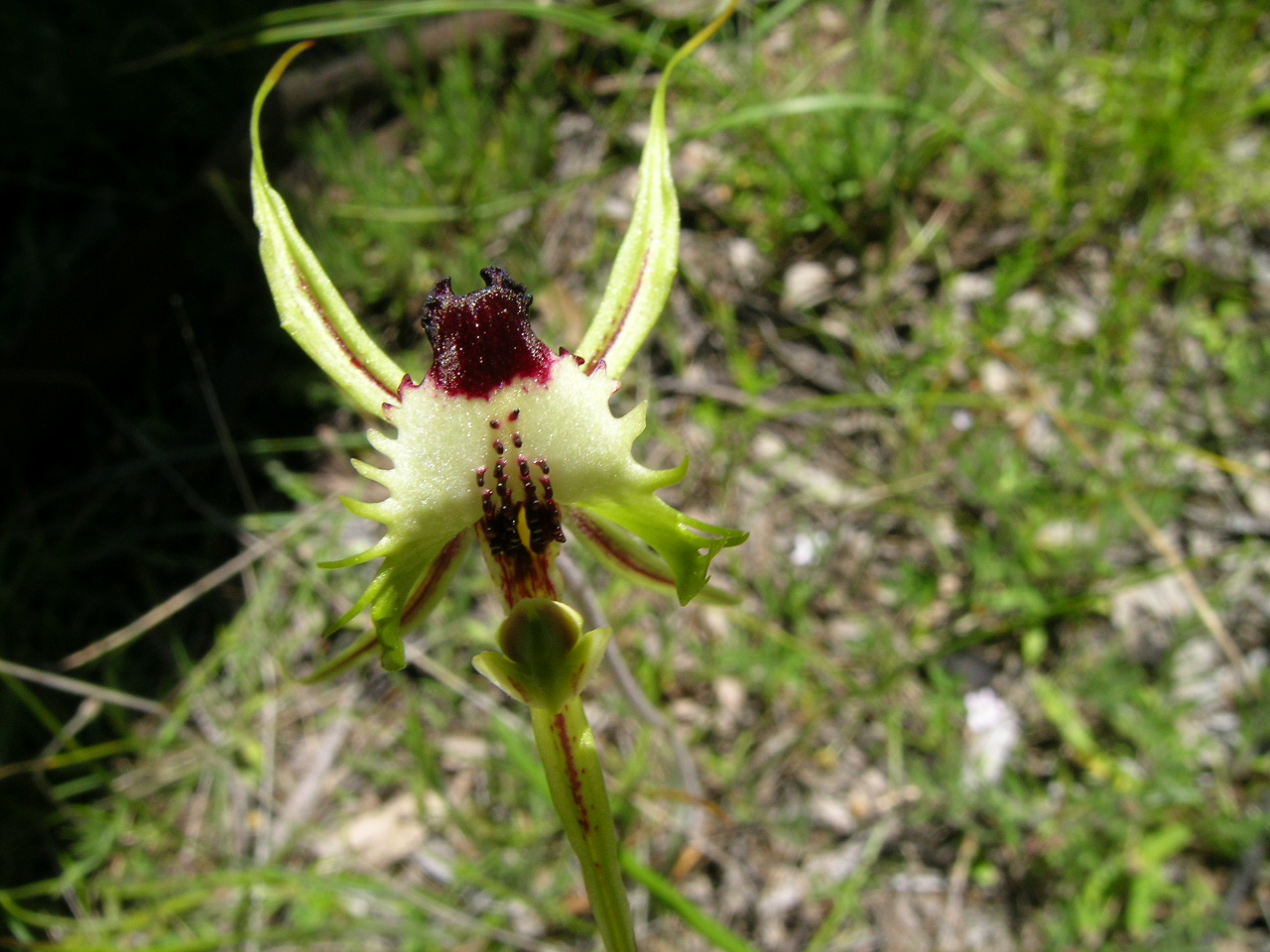
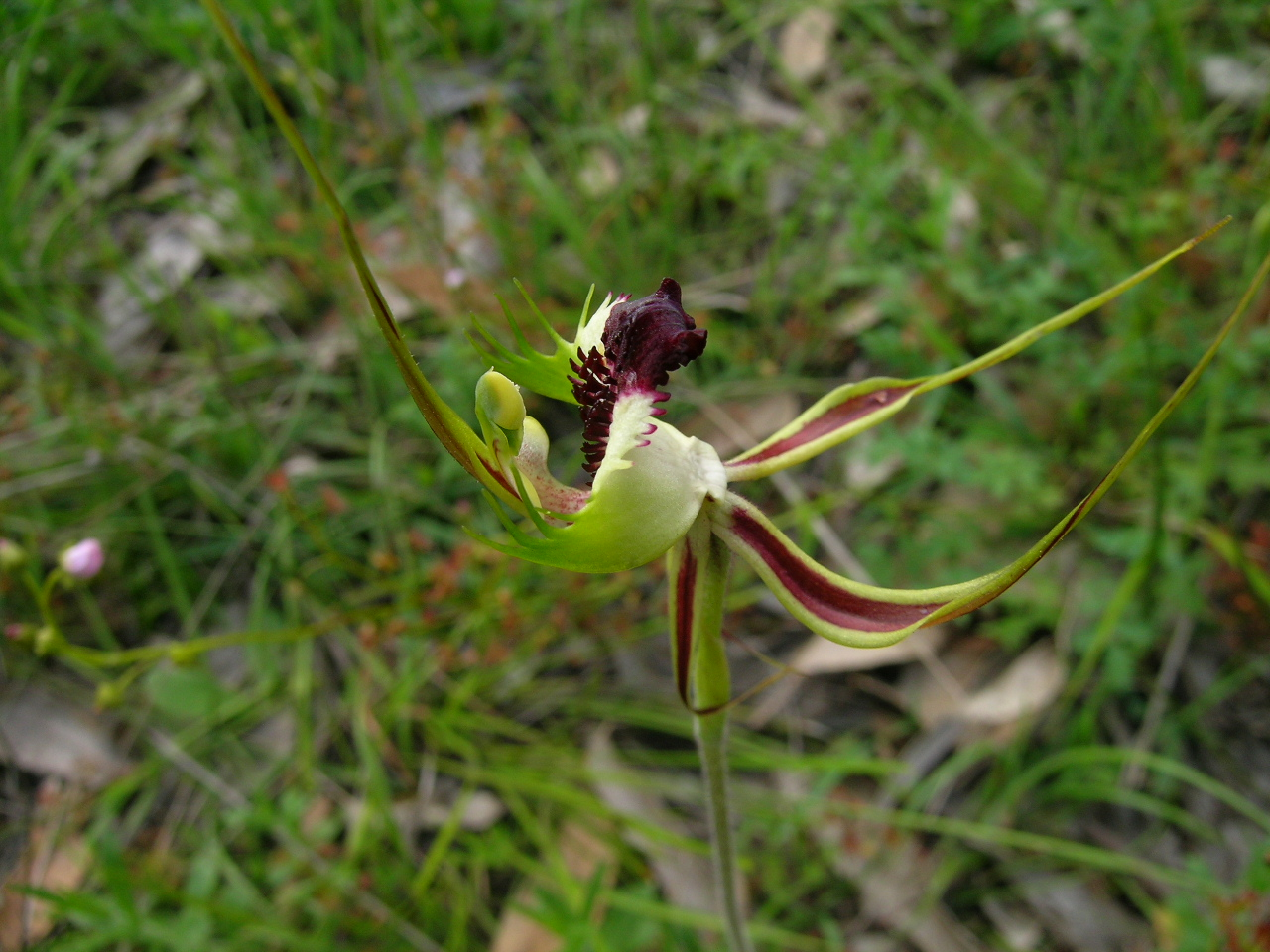